# Braunsapis philippinensis
Braunsapis philippinensis là một loài Hymenoptera trong họ Apidae. Loài này được Ashmead mô tả khoa học năm 1904.